# Carma (budismo)
Carma ou lei de causa e efeito (sânscrito: कर्मन karman, páli: कमा Kamma) significa "ação" ou "fazer"; refere-se a "ação intencional", tendo necessidade de volição no ato. É uma expressão de causa e efeito natural, comumente a palavra é usada para referir tanto o ato quanto suas consequências.
No budismo, o termo "carma" é usado especificamente para aquelas ações que surgem de:
- intenção mental (páli: cetanā)
- obsessões mentais

Estas acções trazem, como consequência, um fruto (páli, phala) ou resultado (vipāka), ou na vida presente ou num contexto de um nascimento futuro. Carma é o motor que impulsiona o ciclo de renascimentos(saṃsāra) para cada ser.
A lei de causa e efeito parte do pressuposto que tudo o que é vivo no universo está sujeito a tal lei. Uma ação, uma palavra ou um pensamento, é uma forma de criar uma causa. O efeito corresponde à causa praticada, boa ou má. Uma pessoa que leva sofrimento a qualquer ser vivo, terá uma vida vazia e infeliz. Ao contrário, uma pessoa que leva felicidade e esperança a outros seres, terá uma vida feliz e próspera.
O budismo ensina que todas as coisas, tanto materiais como imateriais, estão totalmente sujeitas à influência de causas e são interdependentes. Esse fluxo natural das coisas é chamado em termos usuais de "lei da natureza" e, em Páli, niyama, que, no sentido literal, quer dizer "certeza" ou "modo fixo", referindo-se ao fato de que condições específicas inevitavelmente levam a resultados correspondentes.
As leis da natureza, embora baseadas de modo uniforme no princípio da dependência causal, podem, no entanto, ser classificadas de acordo com os diferentes tipos de relação. Os comentários Budistas descrevem cinco categorias de leis da natureza ou niyama. Elas são:
- Dhammaniyama: a lei da natureza de causa e efeito;
- Utuniyama: a lei da natureza que diz respeito aos objetos físicos  (leis físicas);
- Bijaniyama: a lei da natureza que diz respeito aos seres vivos e à hereditariedade  (leis biológicas);
- Cittaniyama: a lei da natureza que diz respeito aos processos mentais (leis psicológicas ou psíquicas);
- Kammaniyama: a lei de kamma que é de particular importância na determinação do bem-estar humano e está diretamente relacionada com o comportamento humano sob a perspectiva da ética.

## Responsabilidade individual
No cânon Páli, o Buda cita, entre as cinco reflexões diárias, uma reflexão a ser feita em relação ao carma:
Eu sou o dono das minhas ações (kamma), herdeiro das minhas ações, nascido das minhas ações, relacionado através das minhas ações e tenho as minhas ações como árbitro. O que quer que eu faça, para o bem ou para o mal, disso me tornarei o herdeiro. 
Entende-se que:
- Eu sou o dono das minhas ações: O indivíduo não pode negar sua responsabilidade no que faz
- herdeiro das minhas ações: Colherá os frutos de suas ações
- nascido das minhas ações: O carma condiciona o nascimento, bem como as mudanças que um indivíduo passa em sua vida

Desta maneira, o Buda explicita a responsabilidade (e capacidade) dos indivíduos de dirigir seus destinos.

Analisando um pouco mais, temos que uma ação é, ainda, fruto de uma motivação. 
Há motivações conscientes e inconscientes (com raízes conhecidas ou não) que recorrem sobre um indivíduo e, com exceção das motivações instintivas que permeiam a consecução de atividades naturais como beber, comer etc, toda ação premeditada contém uma motivação por trás que pode ser investigada e entendida por parte daquele que a tem através da autoanálise, onde o indivíduo, em reflexão, pode adquirir conhecimento do porque da vontade de tomar a ação que se pensa, quais os motivadores de tomá-la e, a partir daí, a possibilidade de moldar a tomada e a natureza dessa ação, tendo, portanto, controle das próprias ações e por conseguinte de seu destino, não ficando vítima dos próprios impulsos e das circunstâncias que os moldem.
Portanto a reflexão a ser feita por parte do indivíduo é, mais especificamente, não sobre a ação em si ligada ao que quer que seja, mas, sobre a motivação que há por trás dela.

## Linearidade
O carma não segue, necessariamente, uma sequência direta. Os frutos de um carma podem demorar para amadurecerem, até mesmo o período de vidas.